# Szczurzynek (Ciechanów)
Szczurzynek – południowa część miasta Ciechanowa w Polsce, w województwie mazowieckiem, w powiecie ciechanowskim. Rozpościera się wzdłuż ulicy Szczurzynek.

## Historia
Szczurzynek to dawniej samodzielna wieś, należąca od reformy gminnej w 1867 roku do gminy Nużewo w powiecie ciechanowskim w guberni płockiej. Od 1919 w woj. warszawskim, gdzie 20 października 1933 utworzył gromadę (sołectwo) w gminie Nużewo.
Po II wojnie światowej należał do gminy Nużewo w powiecie ciechanowskim w województwie warszawskim, stanowiąc jedną z jej 33 gromad. W związku z reformą administracyjną kraju jesienią 1954 wszedł w skład gromady Pęchcin, a po jej zniesieniu 1 stycznia 1958 – w skład nowo utworzonej gromady Ciechanów. Tam przetrwał do końca 1972 roku, czyli do kolejnej reformy administracyjnej. 1 stycznia 1973 prawie w całości (22,48 ha) włączony do Ciechanowa.